# 2020년 토켈라우 총선거
2020년 토켈라우 총선거는 2020년 1월 23일에 치러진 선거이다. 제너럴 포노의 대표 22명이 선출되었다.

## 선거 결과

### 아타푸 지역
- 파이풀 : 켈리야노 탈룰로
- 풀레누쿠 : 파아마누아 다모아
- 타우푸레가 :
  - 시릴라 에노사
  - 스탠리 로파
  - 텔로마 파울로
- 파투 파페니 : 라투 로파
- 탈렐레 / 우마가 : 우스파티 노포

### 파카오포 지역
- 파이풀 : 포포 투이사노
- 풀레누쿠 : 뮤즈 펠라쇼
- 타우푸레가 :
  - 이사코 가이오
  - 티니엘로 투무리
- 파투 파페니 :
  - 히나 켈레
  - 마리아 풀
- 탈렐레 / 우마가 :
  - 도피카 데오
  - 아오쿠소 바베카

### 누쿠노누 지역
- 파이풀 : 시오필리 페레스
- 풀레누쿠 : 리노 이사이아
- 타우푸레가 :
  - 페라토 페레나토
  - 알라 마티 타베티
  - 파펠리오 투무아
- 파투 파페니 : 아마토 레페카
- 탈렐레 / 우마가 : 하벨리오 투무아